# Caesio cuning
Caesio cuning es una especie de pez del género Caesio, familia Caesionidae. Fue descrita científicamente por Bloch en 1791.
Se distribuye por el Pacífico Indo-Occidental: Sri Lanka a Vanuatu; el sur de Japón hasta el norte de Australia. La longitud total (TL) es de 60 centímetros. Habita en zonas costeras, generalmente sobre arrecifes rocosos y de coral y se alimenta de zooplancton. Puede alcanzar los 60 metros de profundidad.
Está clasificada como una especie marina inofensiva para el ser humano.